# Битка код Торина
Битка код Торина одиграла се 7. септембра 1706. године западно од Торина током Рата за шпанско наслеђе. Била је то одлучујућа победа савезничких снага под командом принца Еугена Савојског и војводе Виктора Амадеуса од Савоје (који је након рата миром у Утрехту постао краљ). Француска опсада Торина је разбијена и отпочело је повлачење француских снага из северне Италије.
Француским снагама командовао је Филип II, војвода од Орлеана.